# چروکی

پرچم قوم چروکی

چروکی (به انگلیسی: Cherokee) نام یکی از قبیله‌های سرخ‌پوست آمریکا است. این مردم پیش از ورود اروپائیان در مناطق خاور و جنوب خاوری آمریکا زندگی می‌کردند ولی پس از آن مجبور به کوچ به دشت اوزارک شدند.
اهالی چروکی یکی از قبایلی بودند که اصطلاحاً پنج قبیله متمدن آمریکا نامیده شده‌اند.